# Gottlieb Planck
Gottlieb Planck (Gottinga, 1824 – Gottinga, 1910) è stato un giurista tedesco.

## Biografia
Deputato al parlamento del secondo stato dello Hannover (1852) e della Camera dei rappresentanti prussiana (1867), fu tra i principali redattori del Bürgerliches Gesetzbuch, il codice civile imperiale. Si prodigò nell'estensione del codice a tutta la Germania, tanto che è considerato il relatore dell'intero codice. La sua opera principale è il commento al codice pubblicato in 7 volumi col titolo Burgerliches Gesetzbuch nebst Einfuhrungsgesetz, (Berlin, J. Guttentag, 1898-1908).